# Fiat A.12

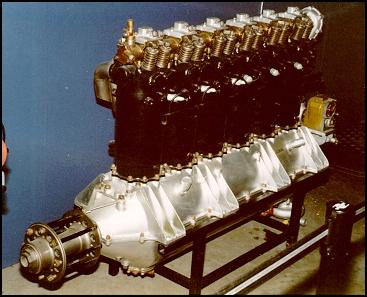
Fiat A.12

Fiat A.12 war ein wassergekühltes Propellertriebwerk, das von der italienischen Società Italiana Aviazione entwickelt und produziert wurde und in zahlreichen Flugzeugen der Vorkriegszeit bis zum Ende des Zweiten Weltkriegs Verwendung fand.

## Konstruktion
Der wassergekühlte Sechs-Zylinder-Reihenmotor mit einem Hubraum von 21,71 Litern hatte eine Leistung von 210 bis 300 PS, bei maximaler Drehzahl von 1700 Umdrehungen pro Minute. Insgesamt wurden 13.260 Stück dieses Bautyps bei Fiat zwischen 1916 und 1919 produziert.

## Versionen
- Die erste Version der  A.12-Massenproduktion hatte ein Verdichtungsverhältnis von 4,5:1 und ein Trockengewicht von 390 kg, mit einer Leistung von 210 PS bei 1400/min auf Meereshöhe. Der wassergekühlte Sechszylindermotor hatte eine Bohrung von 160 und einen Hub von 180 mm, mithin einen Hubraum von 21.715 cm³.
- Die zweite weiterentwickelte Version (A 12 bis) erreichte durch geänderte Ventile, Erhöhung der Verdichtung und den Einsatz von Barrel-Doppelvergasern eine Leistung von 300 PS (221 kW) bei 1600/min. Trockengewicht 440 kg.[3]

## Verwendung
- Airco DH.4
- Airco DH.9
- Ansaldo A.300
- Breguet 14
- Caproni Ca.4
- Caproni Ca.5
- Caproni Ca.46
- Fiat R.2
- Fukunaga Tenryu 10
- IVL A.22 Hansa
- Macchi M.9
- Macchi M.15

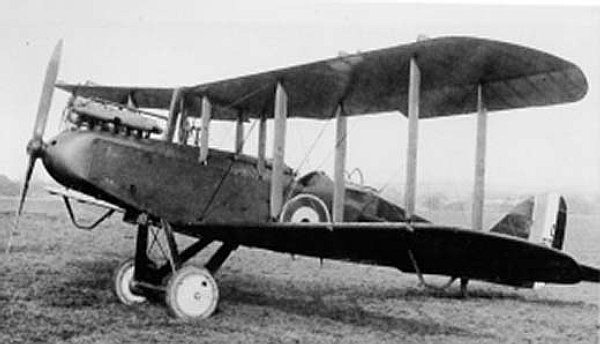
Airco DH.9

- Luftschiffe der britischen NS-Klasse
- Pomilio P-Typen
- SAML S.1/S.2
- Savoia-Marchetti S.55
- Savoia-Pomilio SP.2
- Savoia-Pomilio SP.3
- SIA 7
- SIA 9
- SIAI S.16
- Vickers Vimy (versuchsweise im dritten Prototyp)

## Trivia

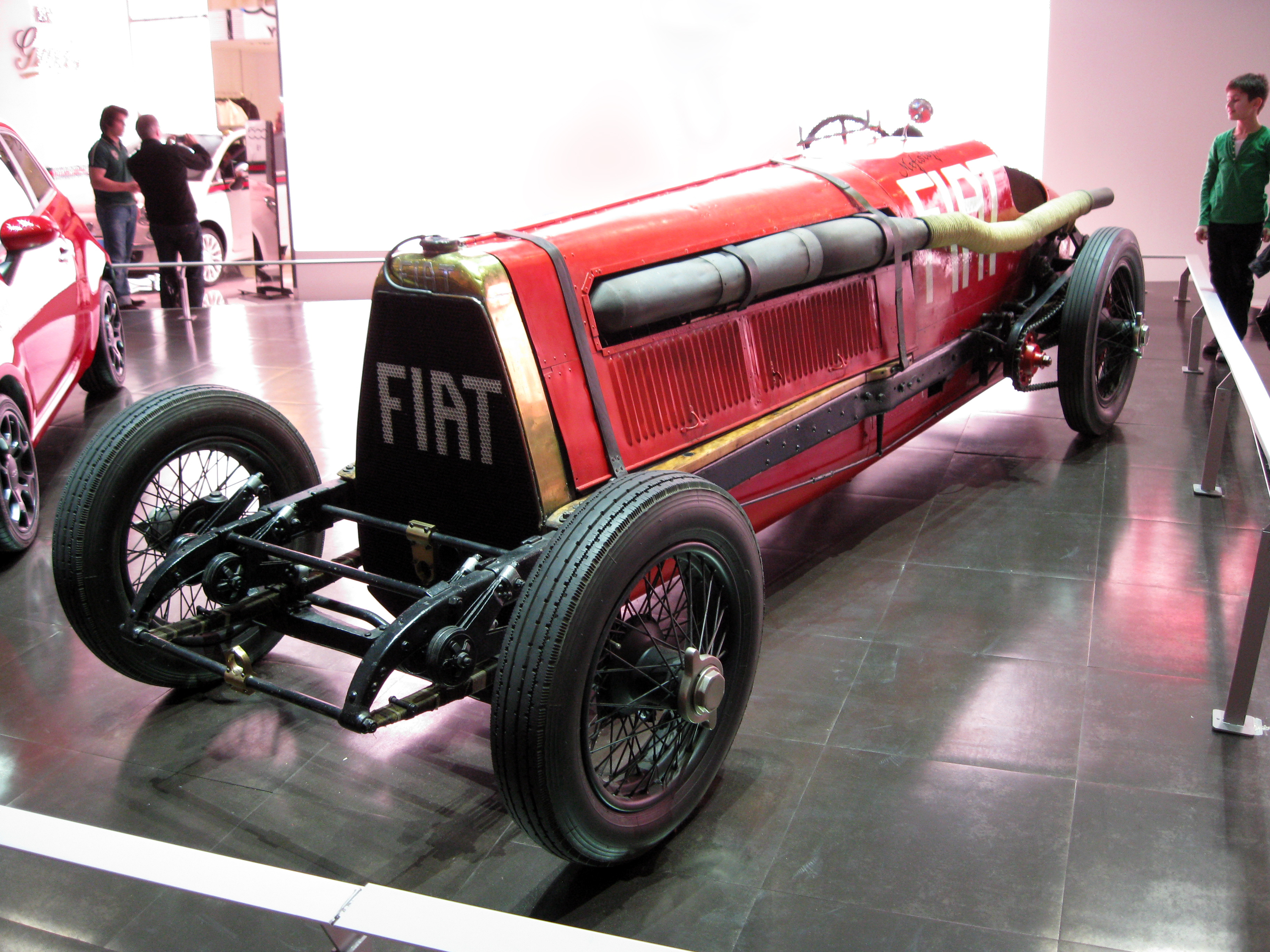
Fiat Mefistofele auf dem Genfer Auto-Salon 2011

Das Triebwerk wurde auch im schweren Kampfpanzer Fiat 2000 eingesetzt, der ab 1916 entwickelt wurde, aber im Ersten Weltkrieg nicht mehr zum Einsatz kam.
Der Fiat A.12 trieb auch den Fiat Mefistofele an, der 1924 den Landgeschwindigkeitsrekord erreichen konnte.